# 가가 가에데
카가 카에데(일본어: 加賀楓, 1999년 11월 30일 ~ )는 일본의 여성 아이돌 그룹 모닝구무스메의 전 멤버이자 뮤지컬 배우이다. 전 J.P ROOM(업프런트 그룹) 소속. 도쿄도 출신.

## 약력
2012년
- 모닝구무스메。9기 멤버의 사야시 리호에 동경해 모닝구무스메。11기 멤버「맨얼굴 노래하는 공주」에 응모. 3차 심사에서 낙선한다.
- 11월에 하로프로 연수생으로 채택되어, 12월 9일에 Shibuya O-EAST에서 개최된「하로프로 연수생 발표회 2012 ~12월의 생계란 Show!~」에서 발표됐다.

2013년
- 1월,「Hello! Project 탄생 15주년 기념 라이브」의 나카노 선플라자 공연에 출연해 처음 하로프로 정규 유닛과 협연했다.
- 2월, 뮤지컬「열대 남자」에 같은 연수생였던 야마기시 리코(전 츠바키팩토리)와 출연하면서 무대에서 연기를 처음 경험했다.
- 3월 24일에 개최된「후지모토 미키 10주년 기념! 대감사 라이브!「하룻밤 한정! 완전 부활! 미키티」」에서 백댄서를 맡았다.
- 4월 16일 ~ 9월 15일, 아이돌 전문 채널 Pigoo에서 방송된 텔레비전 프로그램「하로프로 연수생 지금 연수 중!」에 출연.
- 4월 ~ 6월,「℃-ute 콘서트 투어 2013 봄 ~트레저 박스~」에 백댄서, 도전 액트로 다나베 나나미(현 OnePixcel), 요시하라 쿠루미, 무로타 미즈키(현 안주루무)와 함께 투어 첫 동반했다. 이후, 2016년 12월에 모닝구무스메。13기 멤버가 되는 연수생을 졸업할 때까지 5회 ℃-ute 투어에 대동하고 70공연 이상으로 출연했다.
- 9월 9일 ~ 10일,「℃-ute 무도관 콘서트 2013 Queen of J-POP ~도착한 여전사~」에서 백댄서로 처음 일본 무도관의 무대에 섰다.
- 9월 ~ 12월,「모닝구무스메。콘서트 투어 2013 가을 ~CHANCE~」에 10월 26일의 니트리 문화 홀 공연에서 대동.

2014년
- 9월 이후 차례로 발표된 모닝구무스메。'14 <골든> 오디션의 합격자(12기 멤버), 스마이레지 3기 멤버와 컨트리걸즈 결성에는 선출되지 않았다.

2016년
- 12월 12일,「모닝구무스메。'16 콘서트 투어 가을 ~MY VISION~」일본 무도관 공연에서 리더 후쿠무라 미즈키부터 요코야마 레이나와 함께 13기 멤버로서 모닝구무스메。에 가입하는 것이 발표되었다[1].

2022년
- 4월 27일, 의사의 진찰을 받은 결과 「양성발작성 두위현증」 진단을 받아 2주 정도 활동을 중단함을 발표[2]. 그동안 열릴 예정이던 콘서트와 이벤트는 모두 불참했다.
- 9월 3일,「Hello! Project 2022 Autumn CITY CIRCUIT 모닝구무스메 。'22 25th ANNIVERSARY CONCERT TOUR ~SINGIN' TO THE BEAT~」를 기해 모닝구무스메。'22 그리고 헬로! 프로젝트를 졸업하는 것을 발표[3].
- 12월 10일, 일본 무도관에서 행해진「모닝구무스메 。'22 25th ANNIVERSARY CONCERT TOUR ~SINGIN' TO THE BEAT~ 카가 카에데 졸업 스페셜」을 기해 모닝구무스메。'22 및 헬로! 프로젝트를 졸업하였다. 졸업 후에는 댄스에 대해 더 배워나갈 것이라고 한다.

2023년
- 1월 1일, 소속 사무소 J.P ROOM 이적.
- 2월 2일, 동년 여름에 테이코쿠 극장에서 상연 예정인 뮤지컬「몰랑루즈! 더 뮤지컬」에 캐스트(니니 역)로서 출연하는 것이 발표되었다. 이 작품이 모닝구무스메。'22 졸업 후 첫 활동이 된다. 같은 날에는 공식 트위터 계정을 개설.

2024년
- 5월 11일, 동년 6월부터 9월까지 행해진 뮤지컬「몰랑루즈! 더 뮤지컬」를 기해 연예 활동을 종료하는 것을 소속사에서 발표[4].
- 9월 28일, 전술한 뮤지컬이 전 일정 종료되었기 때문에, 자신의 연예 활동도 종료. 같은 달 30일에 자신의 공식 X로 마지막 메세지를 포스트했다[5].

## 인물
- 제 취미는 노래방, 애니메이션 감상.
- 특기는 트럼펫, 검도 초단.
- 좌우명 "무슨 일이든 다할 때까지".
- 하로프로 연수생 들어올 때부터 데뷔 때까지 4년을 요해, 모닝구무스메。가입을 보도한 언론사에서 "고생한 사람"으로 평가됐다.

## 작품

### 착신 싱글
- Give me 愛 (2022년 12월 11일)

## 출연

### 라디오
- 모닝구무스메'17 모닝 다이어리 (2017년 4월 6일 ~ , FM 후지)

### 콘서트 · 라이브
- M-line Special 2021 ~Make a Wish!~ (2021년 11월 20일, 나카노 선플라자, 2회 공연 · 11월 14일, NHK 오사카 홀, 2회 공연 · 20일, 나카노 선플라자, 2회 공연 · 23일, 삿포로 쿄사이 홀, 2회 공연 · 28일, 야마구치 KDD 이신 홀, 2회 공연 · 12월 4일, 히로시마 국제회의장 피닉스 홀, 2회 공연) - 게스트로서 출연.
- M-line Special 2022 ~My Wish~ (2022년 4월 29일, 메구로 퍼시몬 홀, 2회 공연[6] · 7월 31일, 일본 특수도업 시민회관 빌리지홀, 2회 공연 · 10월 10일(정기), 나고야 시민회관, 2회 공연) - 게스트로서 출연.

### 무대
- 물랑루즈! 더 뮤지컬 (2023년 6월 24일 ~ 28일 (프리뷰 공연) · 6월 29일 ~ 8월 31일, 제국극장 / 2024년 여름, 제국극장 / 2024년 가을, 우메다 예술극장) - 니니 역

## 서적

### 사진집
- 1st 솔로 사진집「楓」(2019년 11월 30일, 오딧세이 출판) ISBN 978-4-8470-8239-9
- 2nd 솔로 사진집「イロハカエデ」(2020년 10월 29일, 오딧세이 출판) ISBN 978-4-8470-8326-6
- 3rd 솔로 사진집「メープルシュガー」(2021년 11월 30일, 오딧세이 출판) ISBN 978-4-8470-8394-5
- 카가 온천향 메모리얼 포토북「加賀は引力」(2023년 3월 31일, 오딧세이 출판) ISBN 978-4-908643-86-6

## 소속 유닛
- 모닝구무스메 (2016년 ~ 2022년)